# Aquilegia ganboldii
Aquilegia ganboldii är en ranunkelväxtart som beskrevs av R.V. Kamelin och I.A. Gubanov. Aquilegia ganboldii ingår i släktet aklejor, och familjen ranunkelväxter. Inga underarter finns listade i Catalogue of Life.